# Железногорск (Курская область)
Железного́рск — город областного значения (с 1962 года) на северо-западе Курской области России, административный центр Железногорского района (с 1965 года). В состав административного и муниципального района не входит, образует одноимённый городской округ.
Самый северный город Курской области. Второй по величине город области после Курска. Занимает первое место в Курской области по загрязнению воздуха. Население — 94 959 чел. (2025).
В 2014 году Железногорск был отнесён к категории моногородов.

## География
Расположен на северо-западе Курской области, на западной окраине Среднерусской возвышенности в 19 км от Михайловского водохранилища на реке Свапа и в 90 км к северо-западу от Курска, на границе с Орловской областью, возле железнодорожной станции Михайловский Рудник на ветке Орёл — Льгов. Через город проходит автомобильная дорога А142. Почти полностью окружён территорией Железногорского района Курской области за исключением северной части, граничащей с Дмитровским районом Орловской области. 
По территории городского округа протекают реки Погарщина, Речица, Рясник и Чернь, относящиеся к бассейну Свапы. На территории городского округа расположено несколько садоводческих товариществ и бывших деревень, утративших статус самостоятельных населённых пунктов.

## История
В 1950 году на территории Михайловского района Курской области было открыто железнорудное месторождение, приуроченное к Курской магнитной аномалии. 3 августа 1957 года Совет министров СССР принял постановление о строительстве в этом месте рудника. Для обслуживания строящегося карьера было начато строительство рабочего посёлка на 10 тысяч жителей. Местом для строительства посёлка было выбрано большое гречишное поле к западу от деревни Черняково. 
Датой основания Железногорска считается 2 октября 1957 года — в этот день началось строительство домов по нынешней Октябрьской улице. Первое время рабочий посёлок носил название Октябрьский. 24 июня 1958 года посёлок Октябрьский был переименован в Железногорск. 
Поселение горняков быстро росло. 7 сентября 1959 года открылась Железногорская средняя школа, будущая Гимназия № 1. 28 сентября 1961 года в черту рабочего посёлка Железногорск была включена деревня Черняково, посёлки Ермолаевский и Черняковские Горки Разветьевского сельсовета. В том же году рядом с Железногорском была открыта железнодорожная станция Михайловский Рудник. 
28 мая 1962 года посёлку был присвоен статус города, на тот момент в нём проживало 16,5 тысяч человек. 12 января 1965 года был образован Железногорский район с центром в городе Железногорск.
В 1962—1964 годах на западной окраине города было создано Железногорское водохранилище на реке Погарщине, которые служит местом отдыха для жителей города.
К 1970 году в городе проживало более 30 тысяч человек, действовали 5 школ.
В конце 1980-х годов началось строительство микрорайонов 12, 12-А и 14. Население города к этому времени превысило 80 тысяч человек.
С середины 1990-х годов рост населения города почти остановился и колеблется на уровне 95—100 тысяч человек.
В 2008 году началось строительство 13-го микрорайона города. В том же году к Железногорску были присоединены посёлки Алексеевский, Платоновский, Хуторской, деревни Трубичено и Панино, село Лужки, ранее входившие в состав городского округа Железногорска. В 2015 году эти населённые пункты получили статус микрорайонов города.
В 2017 году население города превысило отметку 100 тысяч человек.
В 2019 году, впервые за 24 года, в Железногорске была открыта новая школа № 14.

## Население
| 1959    | 1967     | 1970     | 1976     | 1979     | 1986    | 1987    | 1989    | 1992    | 1996    | 1998    | 2001    |
| ------- | -------- | -------- | -------- | -------- | ------- | ------- | ------- | ------- | ------- | ------- | ------- |
| 1897    | ↗19 000  | ↗30 953  | ↗57 000  | ↗65 280  | ↗79 000 | ↗81 000 | ↗85 192 | ↗90 400 | ↗94 900 | ↗96 300 | ↗98 200 |
| 2002    | 2003     | 2005     | 2006     | 2007     | 2009    | 2010    | 2011    | 2012    | 2013    | 2014    | 2015    |
| ↘95 528 | ↘95 500  | ↗96 200  | ↗96 400  | ↗97 436  | ↗98 069 | ↘95 049 | →95 049 | ↗95 827 | ↗96 563 | ↗97 601 | ↗98 756 |
| 2016    | 2017     | 2018     | 2019     | 2020     | 2021    | 2023    | 2024    | 2025    |         |         |         |
| ↗99 683 | ↗100 671 | ↗100 740 | ↘100 499 | ↘100 446 | ↘97 038 | ↘96 206 | ↘95 578 | ↘94 959 |         |         |         |

На 1 января 2025 года по численности населения город находился на 178-м месте из 1124 городов Российской Федерации.
Национальный состав
По итогам переписи населения 2020 года проживали следующие национальности (национальности менее 0,1 % и другое, см. в сноске к строке «Другие»):
| Национальность | Численность, чел. | Доля     |
| -------------- | ----------------- | -------- |
| Русские        | 90 068            | 92,82 %  |
| Украинцы       | 487               | 0,50 %   |
| Армяне         | 228               | 0,23 %   |
| Азербайджанцы  | 121               | 0,12 %   |
| Другие         | 6134              | 6,33 %   |
| Итого          | 97 038            | 100,00 % |

## Экономика
Градообразующее предприятие — ОАО «Михайловский ГОК». Формирует 71 % городского бюджета, где трудится 30 % населения города. Является вторым в России по объёму производства железорудного сырья. В городе насчитывается 20 промышленных предприятий, крупнейшие из которых: «ГОТЭК», ЗАО «ЗЖБИ-3» (производство стройматериалов), ЗАО «Железногорский кирпичный завод».

## Образование
- 9 общеобразовательных школ, 2 лицея, 2 гимназии, 1 коррекционная школа
- Железногорский горно-металлургический колледж (бывший техникум)
- Железногорский политехнический колледж (бывшее ПУ № 16)
- Железногорский техникум сервиса и коммерции (бывшее ПУ № 17)
- Железногорское профессиональное училище № 18
- Железногорский художественный техникум
- Железногорский филиал Современной гуманитарной академии
- Железногорский филиал Юго-Западного государственного университета (г. Курск)
- Железногорский филиал Российского Нового Университета (РосНоу)
- МОУДО «Железногорская детская школа искусств»
- МОУДО "Детская музыкально-хоровая школа им Г. Струве".
- Муниципальное казённое учреждение дополнительного образования «Станция юных натуралистов»

## Культура
Муниципальное учреждение культуры "Железногорский краеведческий музей", Муниципальное автономное учреждение культуры "Культурно-досуговый центр "Русь" (филиалы - "Дворец Горняков", "Арт", "Забава", "Горница", "Алиса"), МОУДО «Художественная школа народных промыслов «Артель».

### Библиотеки
Согласно данным Централизованной библиотечной системы Железногорска:
- Центральная городская библиотека имени Е. И. Носова
- Детская библиотека-театр «Золотой ключик»
- Детская библиотека «Сказка»
- Библиотека им. К. Д. Воробьёва
- Библиотека семейного чтения
- Библиотека для молодежи
- Библиоцентр

Другие библиотеки:
- Техническая библиотека

### Музеи
- Железногорский краеведческий музей (ул. Ленина, 56)
- Музей Горняцкой Славы
- Музей Природы; МКУДО «Станция юных натуралистов» г. Железногорска (ул. Ленина, 56)
- Центр Современного искусства «Цикорий» (улица Рокоссовского)

### Памятники
- Памятник Ленину В. И. (площадь администрации, ул. Ленина, 52, скульптор — Пленкин Б. А., архитектор — Литвяков В. М., 1982 г.)
- Памятник геологам-первопроходцам (площадь КЦ «Русь», скульптор — Иванников В. А., 2007 г.)
- Памятный знак добычи первой руды (площадь ОДКиТ «МГОКа», 1970 г., заменён в 2000 г.)
- Памятник (горельеф) Никитину (на входе в городской парк культуры и отдыха имени Никитина, скульптор — Иванников В. А., 2012 г.)
- Бюст первому директору комбината Митрофанову И. К. (площадь ОДКиТ «МГОКа», 2015 г.)
- Памятник ликвидаторам аварии на ЧАЭС (сквер между 7 и 11 микрорайонами, скульптор — Постников Л. Н., 2016 г.)
- Памятный знак в честь Михайловского партизанского отряда (в городском парке культуры и отдыха имени Никитина, скульптор — Базилевич С. Т., середина 1970-х годов)
- Памятная стела в честь 20-летия г. Железногорска (на въезде в город, скульптор — Заутренников М. М., 1977 г.)
- Бюст Димитрову Г. М. (сквер советско-болгарской дружбы, ул. Димитрова, 1982 г.)
- Стела «Солдатская слава» в сквере Воинской Славы (автор — Васильев В. А., 2005 г.)
- В мае 2010 года, в рамках празднования 65-летия Победы на основании ходатайства городского совета ветеранов, на площади администрации установлена пушка Д-44-85. Это связано с тем, что на месте нынешнего города проходили бои в районе деревень Гавриловка, Клишино, Хлынино, посёлка Холстинка, сёл Волково и Остапово, слободы Михайловка. В Железногорске проживали три Героя Советского Союза: Разинкин С. А., Стрекалов П. С. и Естин И. С., о чём свидетельствуют мемориальные доски, установленные на домах, где проживали вышеназванные Герои: ул. Ленина, д.28; ул. Энтузиастов, д.3/2; ул. Димитрова, д.12.
- Памятник воинам-интернационалистам — «БМП-1» (в сквере воинов-интернационалистов, 2011 г.)
- Указатель г. Железногорска на трассе Москва — Киев (авторы — Суговдзь В. Н., Полухин Н.)
- Памятный знак («Ковш») в честь «МГОКа» на трассе Москва — Киев (поворот на «Рудоуправление») (авторы — Полухин Н., Ворохобин Г., 1980 г.)

## Церкви
- Храм Всех Святых, в земле Российской просиявших (Дачный пер., 1а, настоятель — протоиерей Алексей Калашников, заложен в 1989 году)
- Свято-Троицкий храм (настоятель — иерей Михаил Юрочко)
- Храм Ксении Петербургской (в Железногорском доме ветеранов, пр. Ветеранов, 10, настоятель — иерей Георгий Алексеенко)
- Приход Воскресенского храма (ул. Мира, 55/5, настоятель — протоиерей Владимир Терехов)
- Храм Воскресения Христова (строящийся)
- Домовой храм в честь Покрова Пресвятой Богородицы Железногорского епархиального управления (в комплексе «Матис»)
- Храм-часовня в честь иконы Божьей Матери «Всецарица» (ул. Ленина, д.92/4, настоятель — иерей Сергей Матыщук)
- Храм в честь иконы Божьей Матери «Споручница грешных» (п. Хуторской, СМП, настоятель — иерей Константин Соколов)
- Храм в честь преподобного Сергия Радонежского (пер. Автолюбителей, д.7, строящийся, настоятель — Святослав Чурканов)
- Часовня в честь Святителя Николая (Центральный рынок)
- Церковь ЕХ (ул. Коминтерна д.11, пастор — Михаил Васильевич Дуденков)
- Церковь ЕХБ « Возрождение» (рядом с Железногорским домом ветеранов, пастор — Александр Степанович Хнычёв)
- Церковь совета церквей (ул. Курская 52)

## Спорт
- Стадион «Горняк»
- Стадион «Юность»
- Бассейн «Нептун» (Октябрьская ул., 44)
- Бассейн «Альбатрос»
- Спорткомплекс ОАО «Готэк»
- Каток «Юбилейный»
- Физкультурно Оздоровительный Комплекс «Старт»
- Военно-спортивный клуб «БУ-ДО»

Футбольный клуб «Магнит» с 1999 по 2012 годы принимал участие в третьем дивизионе зона «Черноземье» Чемпионата России по футболу. В ноябре 2012 года было объявлено о намерении руководства ОАО «МГОК» денежные средства, ежегодно выделяемые на футбольную команду, направить на другие виды спорта, что связано с низким количеством болельщиков на домашних матчах. Из-за этого ФК «Магнит» отказался от участия в матчах третьего дивизиона.

## Медицина
Медицинское обслуживание осуществляется 2 больницами, роддомом, наркологическим диспансером, 2 поликлиниками общего профиля,  1детскими поликлиниками, 2 детскими больницами, амбулаторией МГОКа, санаторием «Горняцкий», станцией скорой помощи, станцией переливания крови.

## СМИ
Интернет-издания:
- Информационный портал города Железногорск

Печатные издания:
- Еженедельная газета «Курская руда»
- Телерадиокомпания «СТВ»
- Радио «Железо FM»
- Еженедельная газета «Железногорские новости»
- Еженедельная газета «Эхо недели»
- Еженедельная газета бесплатных объявлений «Делаем Выбор»
- Еженедельная газета «Городская газета»
- Еженедельная газета «Железногорская панорама»
- Еженедельная газета «Железка»

Радио:
- 88,2 Наше радио
- 92,8 Юмор FM
- 94,0 Радио Вера
- 95,8 Love Radio
- 96,9 Дорожное радио
- 98,6 Радио Дача
- 99,0 Железо FМ
- 100,2 Европа Плюс
- 100,6 Радио 7 на семи холмах
- 101,9 Радио Шансон
- 102,7 Авторадио
- 103,2 Русское радио
- 105,2 Радио Курс

Телевидение:
- 25 ТВК — цифра DVB-T2 (1мп)
- 27 ТВК — цифра DVB-T2 (2мп)
- ТНТ / ТРК «Железногорск» Кабельное вещание
- В 2022 году, основное печатное СМИ "Эхо недели" объявило о прекращении выпуска печатной продукции, а именно, еженедельной газеты "Эхо недели".

## Города-побратимы
- Жодино, Белоруссия[39]

### Бывшие города-побратимы
- Мариуполь, Украина

## Галерея
- Улица Ленина летом
- Парк
- Улица Ленина зимой
- Празднование Масленицы
- Железногорск. Улица Ленина